# Lila Rotstadt
Lila Rotstadt (błędnie Rotstad lub Rodstadt) z d. Liebling, ps. „Zofia”, „Starka” (ur. 1 grudnia 1900 w Krakowie, zm. w 1937 lub 1938 w ZSRR) – działaczka komunistyczna, publicystka, literatka.
Córka żydowskiego kandydata adwokackiego Abrahama (Adolfa) Lieblinga i Berty z d. Beckman.
Studiowała polonistykę i prawo na UJ, ale nie ukończyła studiów. Podczas studiów wstąpiła do KPRP/KPP, była jedną z czołowych działaczek komunistycznych w Krakowie. W 1922 zamieszkała w Moskwie, gdzie 1926-1927 współpracowała z tygodnikiem „Świt”, gdzie zamieszczała m.in. szkice i recenzje literackie. Wydawała również prace publicystyczne poświęcone kwestii kobiecej. W 1930 opublikowała w „Trybunie Radzieckiej” opowiadanie „Tercjarka”. W latach 30. pracownica wydawnictwa „Sowietskaja Enciklopedija”, gdzie była kierownikiem działu słowników. Uczestniczyła w pracach dwutomowego słownika polsko-rosyjskiego i rosyjsko-polskiego redagowanego przez jej męża Józefa, po śmierci którego przejęła redakcję końcowej części. Była zdecydowaną zwolenniczką socrealizmu, czemu wyraz dała m.in. w recenzji występu w Moskwie kijowskiego Państwowego Teatru Polskiego pt. „Jeszcze o występach teatru polskiego”, opublikowanej w 1934 w „Trybunie Radzieckiej”. Od 1934 współpracowała z Komisją Polską Międzynarodowego Zrzeszenia Pisarzy Rewolucyjnych. W „Kulturze Mas” opublikowała przegląd utworów o tematyce komsomolskiej i szyderczą polemikę z polskim romantyzmem i jego spadkobiercami (za których uznała piłsudczyków i PPS-owców). W roku 1937 lub 1938 została stracona w czasie wielkich czystek.